# Inetkaes
Inetkaes – córka Hetephernebti i faraona Dżesera. Jej imię zostało wspomniane na jednej z płaskorzeźb znajdujących się w Heliopolis.